# Juhász Ferenc (költő)
Juhász Ferenc (Bia, 1928. augusztus 16. – Budapest, 2015. december 2.) a Nemzet Művésze címmel kitüntetett, kétszeres Kossuth-díjas és József Attila-díjas magyar költő, szerkesztő, a Digitális Irodalmi Akadémia alapító tagja. Juhász Gyula történész bátyja; egyik lánya Juhász Anna irodalmár.

## Életpályája

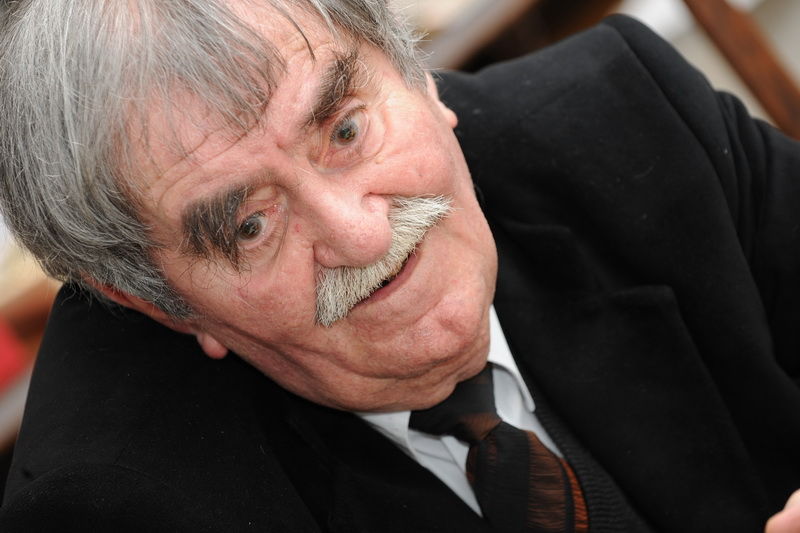
2009. április 15-én (Bahget Iskander felvétele)

Juhász Ferenc 1928. augusztus 16-án született Bián sváb származású munkáscsaládban. Az elemi iskola négy osztályát a biai római katolikus iskolában végezte 1934–1938 között. Polgári iskoláit Bicskén járta ki 1938–1942 között, majd 1942–1946 között a budapesti Kossuth Lajos Kereskedelmi Középiskola tanulója volt. 1946-ban a Pázmány Péter Tudományegyetem magyar–szanszkrit szakos hallgatója lett, amelyet az első félévi vizsgák után abbahagyott. 1947-ben gyári munkás lett a Francia–Magyar Pamutipari Műveknél, majd 1948-ban a budapesti József Attila Népi Kollégiumban folytatta egyetemi tanulmányait magyar–filozófia szakon. Itt találkozott Szeverényi Erzsébettel, akit 1948. december 14-én feleségül vett. Felesége szüleit 1948-ban kulákká nyilvánították, apósa a szegedi Csillagbörtönbe került, s ott raboskodott 1955-ig. Felesége később tanárként és irodalomtörténészként tevékenykedett, mielőtt életének 1972. december 14-én önkezével véget vetett. Házasságukból egy lánya született, Katalin, 1951-ben.
Juhász 1948–49-ben a Hunnia Filmgyár dramaturgjaként dolgozott. Első két verse a Dárium karácsonyi számában jelent meg. Első verseskönyvét a Franklin Társulat adta ki 1949-ben. Az év szeptemberében társbérleti lakást kapott a II. kerületi Szemlőhegy utca 23/b szám alatti házban, ahol bérlőtársai Nagy László, Kormos István és felesége, Gyarmati Erzsébet voltak. 1949-től 1951-ig a Könyvhivatalban és a Magyar Írók Szövetségének lektorátusában dolgozott, s 1951. december 1-jétől 1974-ig a Szépirodalmi Könyvkiadó szerkesztője lett. 1946-tól 1956-ig a Magyar Kommunista Párt, illetve a Magyar Dolgozók Pártja tagja. A kommunista kultúrpolitika egyik fő támogatottja volt évtizedeken keresztül.
1950-től a Magyar Írószövetség választmányi és elnökségi tagja volt. Ezt követően költészete tartós támadások tárgya lett, s írókongresszusi felszólalása miatt is vádolták. Egyidejűleg családi életét is súlyos bajok kísérték: felesége hosszú depresszióba esett. Az irodalmi élet konfliktusai és magánéleti tragédiái mellett azonban sikereket is ért el mind a társadalmi, mind a művészeti életben, utazások kísérik végig egész életpályáját.
1952-ben részt vett a második békekongresszuson Bécsben. 1952-ben Bulgáriába utazott egy nemzetközi írótalálkozóra. 1955–56-ban a Bodnár György és Simon István szerkesztette Új Hang vezető költője lett. Az 1956-os forradalom kitörését és leverését Budapesten élte át. 1957-től egyre mélyebb depresszióba süllyedt, s kórházba került. 
1960-ban a British Council meghívására három hetet Angliában töltött Tamási Áronnal, Ottlik Gézával, Kardos Tiborral és Köpeczi Bélával. Onnan Franciaországba, Párizsba utazott, ahol 12 év után újra találkozott festő barátjával és fiatalkori mentorával, a biai Hantai Simonnal.
1962-ben egy íróküldöttség tagjaként a Szovjetunióba utazott, 1965-ben Bécsben járt Déry Tiborral, Németh Lászlóval, Simon Istvánnal és Darvas Józseffel. 1966-ban egy költőküldöttség tagjaként Párizsban járt, 1967-ben részt vett a finnországi Lahti Nemzetközi Írótalálkozón, 1968-ban Zágrábba utazott egy nemzetközi avantgárd kongresszusra. 1971-től az Új Írás főmunkatársa, 1974–1991 között főszerkesztője volt. 1977 tavaszán a Svéd Királyi Akadémia vendégeként három hetet töltött Svédországban, majd Kubába utazott egy kulturális kormányküldöttség tagjaként. 1977-ben költői felolvasókörútra ment az USA-ba is Vas Istvánnal, Weöres Sándorral és Vajda Miklóssal. 
1978-ban feleségül vette Kilián Katalin orvosnőt. Második házasságából két lánya született, az orvos Eszter (1979) és a kulturális menedzser, irodalmár Anna (1980).
1982-ben költői estje volt a Berlini Magyar Intézetben, majd ugyanezen év telén költői körúton vett részt Angliában Weöres Sándorral, Nemes Nagy Ágnessel, Vas Istvánnal, Pilinszky Jánossal és Vajda Miklóssal. Közben többször utazott Franciaországba, költői estet tartott Prágában, költői világkongresszuson járt Hollandiában és Madridban. 1984-ben egy nagy magyar költői antológiát mutatott be Görögországban; 1985-ben Csoóri Sándorral, Mezei Andrással, Domokos Jánossal és Turczi Istvánnal együtt Izraelbe hívták meg; 1989-ben nemzetközi költőtalálkozón vett részt Indiában. 1960–1998 között sokszor járt Belgrádban, Újvidéken, Szabadkán, Szarajevóban.

## Életműve
Juhász Ferenc indulását, egész pályáját és életművét határhelyzetek formálták. Nemcsak faluja kétnemzetiségű, hanem családja is félig magyar, félig sváb származású. Költői szárnypróbálgatásai a második világháborút követő koalíciós időkre estek, tehát művészként egy történelmi korforduló szülötte. Versei csak rövid ideig kapcsolódnak az örökölt népies eszményekhez, 1954 óta olyan egyéni alkotói világot alakított ki, amely a neoavantgárd kereteit ugyanúgy szétfeszíti, mint a posztmodern irodalmi poétikáját.
Szociológiai képlete is határhelyzetre utal: a szegénységből emelkedett fel, de nem elégedett meg a maga szűkebb világának kifejezésével, hanem emancipációra vágyott, amelynek záloga – egész életműve tanúsága szerint – az egyetemesség és kozmikus látás. A magyar szocialista rendszer összeomlása után senki földjére került. 1954–56-ban a forradalom egyik szellemi előkészítője, a forradalom után sokáig nem tudott írni, majd viták és vádak tárgya lett. Ezt az életpályát láthatóan súlyos belső és külső konfliktusok kísérték. Juhász Ferenc csak ritkán lehetett boldog író. De nagy áldozatokat követelő határhelyzete nemcsak súlyos terhe, hanem legértékesebb öröksége is. Ez formálta nyitott világszemléletét, mely történelmi-társadalmi és költői válaszait egyaránt meghatározta.

## Művei

A Szép versek című antológiában megjelent portréinak egyike
Csigó László felvétele

- Szárnyas csikó. Versek. 1946–1949; Franklin, Budapest, 1949
- A Sántha család. Költemény; Hungária, Budapest, 1950
- Bolgár költők antológiája; szerk. Juhász Ferenc, Radó György, bev. Peter Dinekov, jegyz. Radó György; Szépirodalmi, Budapest, 1951
- Apám (versek, 1950)
- Új versek (versek, 1951)
- A jégvirág kakasa (komikus eposz, 1951)
- Óda a repüléshez (versek, 1953)
- A Nap és a Hold elrablása. Verses mesék; Ifjúsági, Budapest, 1954
- A tékozló ország (eposz, 1954)
- A virágok hatalma (versek, 1955)
- A tenyészet országa. Összegyűjtött versek. 1946–1956; Szépirodalmi, Budapest, 1956
- Virágzó világfa (válogatott versek, 1965)
- Harc a fehér báránnyal (versek, 1965)
- A Nap és a Hold elrablása; 2., átdolg. kiad.; Móra, Budapest, 1965
- Mit tehet a költő? (tanulmányok, cikkek, interjúk, 1967)
- A Szent Tűzözön regéi (versek, 1969)
- Anyám (versek, 1969)
- Vázlat a mindenségről (esszék, 1970)
- Gondolatok az ólombetűről / Pablo Neruda: Óda a nyomdához / Juhász Ferenc: A betű / Weöres Sándor: Versek az ABC 25 betűjéhez; s.n., Budapest, 1971
- A halottak királya (eposz, 1971)
- A megváltó aranykard (versek, 1973)
- A mindenség szerelme. Összegyűjtött versek, 1946–1970, 1-2.; Szépirodalmi, Budapest, 1971–1972
  - 1. A szarvassá változott fiú; ill. Kass János; 1971
  - 2. Titkok kapuja; ill. Hantai Simon; 1972
- Írás egy jövendő őskoponyán (esszék, 1974)
- Mai magyar költők antológiája; szerk. Juhász Ferenc, Pomogáts Béla, bev. Juhász Ferenc; Kozmosz, Budapest, 1974 (A magyar irodalom gyöngyszemei)
- Három éposz (eposzok, 1975)
- Három emlék. Apám. Részletek Juhász Ferenc Apám c. eposzából. 1-3; Magyar Iparművészeti Főiskola, Budapest, 1976
- Szerelmes hazatántorgás (versek, 1977)
- Gondolatok a tipográfiáról, nyomdáról Kass János könyvművész életmű-kiállítása alkalmából. 1977. október 4. / Juhász Ferenc: Kass János remény-hite / Juhász Ferenc: Mi van a fejben? / Kass János: Lengyel Lajosról; szerk. Bot Györgyné; Alföldi Ny., Debrecen, 1977
- Juhász Ferenc legszebb versei; vál., előszó Kántor Lajos; Albatrosz, Bukarest, 1978
- Csikóellés; vál. Kormos István; Móra, Budapest, 1978
- Három vers. Három évtized. A szarvassá változott fiú kiáltozása a titkok kapujában (versek, 1978)
- Juhász Ferenc legszebb versei; vál., előszó Kántor Lajos; Albatrosz, Bukarest, 1978
- Összegyűjtött művei I-III. (1978–1980)
  - Versek és époszok (1978)
  - Eposzok és versek (1978)
  - Versprózák (1980)
- Remény a halálig. 35 vers; Szépirodalmi, Budapest, 1983
- A boldogság. Új versek; Szépirodalmi, Budapest, 1984
- Halott feketerigó (eposz, 1985)
- A csörgőkígyó hőszeme (versek, 1987)
- Fekete Saskirály (eposz, 1988)
- A hazatérő halott; Új Aurora, Békéscsaba, 1988 (Új Aurora kiskönyvtár)
- A tízmilliárd éves szív (versek, 1989)
- Föld alatti liliom (versek, 1991)
- A csönd virága (válogatott versek, 1991)
- Krisztus levétele a keresztről (versek, 1993)
- Világtűz (versek 1989–1994, 1994)
- Pupillák (szonettciklus, 1995)
- Pipacsok a pokol fölött; Littera Nova, Budapest, 1996 (Mesterek sorozat)
- A szenvedések Édene; Littera Nova, Budapest, 1998
- Kozmosz-magány. A szerző válogatása életművéből; Trikolor, Budapest, 1998 (Örökségünk)
- Juhász Ferenc válogatott versei; Unikornis, Budapest, 1999 (A magyar költészet kincsestára)
- Isten elégetett tükre; Littera Nova, Budapest, 1999
- A lezuhant Griffmadár. Új versek; Kossuth, Budapest, 2000
- Az őrangyal és a szél. Új versek; Balassi, Budapest, 2003
- Halálszivárvány; Tekintet Könyvek, Budapest, 2004
- Halandóság-mámor. Új versek, 2003–2006; ill. Olasz Attila; Tiszatáj Alapítvány, Szeged, 2007 (Tiszatáj könyvek)
- Pacsirta a szívben. Éposz; Kossuth, Budapest, 2008
- Csábi Domonkos–Juhász Ferenc: Szívbe nyomott mag. Interjú, versek, fotók; Magyar Napló, Budapest, 2008
- A gyermekkor csontváza. Új versek, 2006–2010; Kossuth, Budapest, 2010
- Mit akart József Attila?; Önkormányzat, Balatonfüred, 2011 (Tempevölgy könyvek)
- A Pegazus istállói; Kossuth, Budapest, 2012
- A végtelen tükre. Versprózák, 2007–2015; Kossuth, Budapest, 2015
- Breviárium; szerk. Tálas-Tamássy Tamás; Biatorbágy Közművelődéséért Alapítvány, Biatorbágy, 2017
- A mindenség szerelmese. Juhász Ferenc 90; összeáll. Juhász Anna, Juhász Eszter, Juhász Ferencné; Helikon, Budapest, 2018 + DVD
- Más Petőfi az enyém; összeáll. Juhász Ferencné Kilián Katalin, Juhász Anna, Debreceni Balázs; Prae, Budapest–Budakeszi. 2023

### Idegen nyelven
- Gedichte; németre ford. Paul Kruntorad, Martha Szépfaulsi-Wanner, Szépfalusi István; Suhrkamp, Frankfurt, 1966 (Bibliothek Suhrkamp)
- Poeémes de Ferenc Juhász; franciára ford. Marc Delouze et al., Artisjus, Budapest, 197?
- Sándor Weöres, Ferenc Juhász: Selected poems; angolra ford. Edwin Morgan, David Wevill; Penguin Books, Harmondsworth–Baltimore–Ringwood, 1970 (Penguin modern European poets)
- The boy changed into a stag. Selected poems 1949–1967; angolra ford. Kenneth McRobbie, Duczynska Ilona; Oxford University Press, Toronto–New York–London, 1970
- Sulla tomba di Attila József. Poesia; olaszra ford. Dallos Marinka, Jole Tognelli; Sciascia, Caltanissetta–Roma, 1979 (Un coup de des)
- Nakties ugnine lelija. Eilerasciai; litvánra ford. Mykolas Karciauskas; Vaga, Vilnius, 1985
- Poezje wybrane; vál., bev. Aleksander Nawrocki, lengyelre ford. Tadeusz Mocarski et al.; Ludowa Spóldzielnia, Warszawa, 1986 (Biblioteka poetów)
- An Damh-Mhac. Bunaithe ar A szarvassá változott fiú le Ferenc Juhász [részlet]; írre ford. Mícheál Ó hAirtnéide; Coiscéim, Baile Átha Cliath, 1987
- Pesme; szerk. Stevan Tontic, szerbre ford. Eugen Verber, bev. Bori Imre; Svjetlost, Sarajevo, 1989 (Svjetski pjesnici)
- Cveteto na tisinata. Prevod ot ungarski; vál. Nino Nikolov, bolgárra ford. Aleksandr Milanov; Narodna kultura, Sofia, 1991 (Poeticen globus)

## Díjai, kitüntetései
- József Attila-díj (1950)
- Kossuth-díj (1951, 1973)
- Radnóti-díj (1971)
- A Magyar Népköztársaság Zászlórendje (1988)
- A Művészeti Alap Irodalmi Nagydíja (1991)
- A Sztrugai Nemzetközi Költői Estek Nagydíja (1992)
- Az Év Könyve Jutalom (1993)
- A Magyar Köztársasági Érdemrend középkeresztje (1994)
- Tiszatáj-díj (2000)[5]
- Hazám-díj (2001)
- A Magyar Köztársasági Érdemrend középkeresztje a csillaggal (2003)
- Alföld-díj (2004)
- Prima Primissima díj (2004)
- Budapest díszpolgára (2008)
- Magyar Örökség díj (2008)
- Babits Mihály Alkotói Emlékdíj[6] (2008)
- A Nemzet Művésze (2014)